# Manoir de Villegran
Le manoir de Villegran ou de Villegrand est un manoir français situé à La Chapelle-Craonnaise, dans le département de la Mayenne et la région des Pays de la Loire. 

## Désignation
- Paganus de Villa Grant, de Turre Branche, 1247 (Historiens de France, t. XXIV).
- Les féages de Villegrand, 1396.
- Le lieu seigneurial de Vilgrand, 1777 (Archives départementales de la Mayenne, B. 3.033).

## Histoire
Fief mouvant de la Corbière, il s'agit d'une maison seigneuriale habitée aux XVIIe siècle et XVIIIe siècle.

### Sources et bibliographie
- « Manoir de Villegran », dans Alphonse-Victor Angot et Ferdinand Gaugain, Dictionnaire historique, topographique et biographique de la Mayenne, Laval, A. Goupil, 1900-1910 [détail des éditions] (BNF 34106789, présentation en ligne) , issu de :
  - Archives départementales de la Mayenne,  E. 146 ; B. 387, 587, 623, 3.006, 3.033, 3.057.
  - Archives nationales, MM. 685, p. 32 ; P. 773/94 ; T. 56/1.
  - Le Patriote du département de la Mayenne, n° 1.
  - Abbé Charles, Maison du Buat.
  - Registre paroissial
  - Revue du Maine, t. XXII, p. 310.